# پری‌ویل، آلاسکا
پری‌ویل (به انگلیسی: Perryville) شهری در بخش لیک اند پنینسولا، آلاسکا ایالت آلاسکا است که جمعیت آن در سرشماری سال ۲۰۰۰ میلادی ۱۰۷ نفر بوده‌است.